# ソニービジュアルプロダクツ
ソニービジュアルプロダクツ株式会社（英語: Sony Visual Products Inc.）は、テレビ受像機（ブラビア）、ならびにテレビ周辺機器の開発、製造、販売などを2019年3月まで行っていたソニーグループの企業。2019年4月よりソニービデオ&サウンドプロダクツと統合しソニーホームエンタテインメント&サウンドプロダクツに社名変更した。

## 概要
2014年7月1日、ホームエンタテインメント＆サウンド事業本部のテレビ受像機を扱う部門がソニーから分離し設立された。
2012年4月1日からホームエンタテインメント＆サウンド事業本部において、業務執行役員SVP、事業本部長、TV事業部長を務めていた今村昌志が初代社長に就任した。
テレビのOSは自社製ではなく、アンドロイドLを初年度から採用する。2014年度の販売台数1600万としてテレビ事業の黒字化を目標とした。

## 歴史
- 1960年4月30日、世界初のトランジスタ白黒テレビを発売
- 1968年10月31日、トリニトロン・カラーテレビを発売
- 1990年12月、家庭用ハイビジョンモニター発売
- 2012年5月10日、2011年度決算発表、テレビ事業部の売上高は8,404億円、営業損失2,298億円[3]
- 2013年5月9日、2012年度決算発表、テレビ事業部の売上高は5,815億円、営業損失696億円[4]
- 2014年5月14日、2013年度決算発表、テレビ事業部の売上高は7,543億円億円、営業損失257億円[5]
- 2014年5月22日、ソニーは2014年度経営方針説明会においてテレビ事業部分社化を発表。
- 2014年7月1日、ソニービジュアルプロダクツ設立
- 2019年4月1日、ソニービデオ&サウンドプロダクツと統合しソニーホームエンタテインメント&サウンドプロダクツ発足。